# ژونیور مورائس
آلوئیزو شاوس ریبیرو مورائس ژونیور (پرتغالی: Aluísio Chaves Ribeiro Moraes Júnior؛ زادهٔ ۴ آوریل ۱۹۸۷) که با نام مورائس ژونیور شناخته می‌شود، بازیکن فوتبال اهل برزیل است.
از باشگاه‌هایی که در آن بازی کرده‌است می‌توان به سانتوس، زسکا صوفیه، متالوره دونتسک، دینامو کیف، تیانجین چوانجیان و شاختار دونتسک اشاره کرد.